# حمد الحوسني
حمد الحوسني مواليد 15 يناير 1987، لاعب كرة قدم إماراتي يجيد اللعب في الوسط .
لعب سابقاً في أندية الوحدة والظفرة و الأهلي والوصل و دبي وعجمان و اتحاد كلباء وبني ياس .

## روابط خارجية
- حمد الحوسني على موقع قاعدة بيانات كرة القدم.إي يو (الإنجليزية)
- حمد الحوسني على موقع Soccerway.com (الإنجليزية)